# (35518) 1998 FU59
1998 FU59 (asteroide 35518) é um asteroide da cintura principal. Possui uma excentricidade de 0.13234520 e uma inclinação de 8.05172º.
Este asteroide foi descoberto no dia 20 de março de 1998 por LINEAR em Socorro.